# 피리미딘 대사
피리미딘 대사(영어: pyrimidine metabolism)는 체내에서 피리미딘 생합성 및 피리미딘의 분해를 통해 일어난다.

## 피리미딘의 신생합성
| 단계 | 효소                                                                                | 생성물                   | 설명 |
| ---- | ----------------------------------------------------------------------------------- | ------------------------ | --- |
| 1    | 카바모일 인산 합성효소 II                                                           | 카바모일 인산            | 이 단계는 동물에서 피리미딘 생합성의 조절 단계이다. |
| 2    | 아스파르트산 트랜스카바모일레이스                                                   | 카바모일 아스파르트산    | 인산기는 아스파르트산으로 대체된다. 이 단계는 세균에서 피리미딘 생합성의 조절 단계이다.                                                                               |
| 3    | 다이하이드로오로테이스                                                              | 4,5-다이하이드로오로트산 | 고리 형성 및 탈수. |
| 4    | 다이하이드로오로트산 탈수소효소 (피리미딘 신생합성 과정의 유일한 미토콘드리아 효소) | 오로트산                 | 그런 다음 다이하이드로오로트산은 미토콘드리아로 들어가서 수소가 제거되고 산화된다. 이 단계는 피리미딘 고리의 생합성에서 유일한 미토콘드리아 내에서 일어나는 단계이다. |
| 5    | 오로트산 포스포리보실트랜스퍼레이스                                                 | 오로티딘 일인산          | 포스포리보실 피로인산(PRPP)은 리보실기를 공여한다. |
| 6    | 오로티딘 일인산 탈카복실화효소                                                      | 유리딘 일인산            | 탈카복실화 |
| 〃   | 유리딘-사이티딘 키네이스 2                                                          | 유리딘 이인산            | 인산화. ATP가 사용된다. |
| 〃   | 뉴클레오사이드-이인산 키네이스                                                      | 유리딘 삼인산            | 인산화. ATP가 사용된다. |
| 〃   | CTP 합성효소                                                                        | 사이티딘 삼인산          | 글루타민과 ATP가 사용된다. |

피리미딘 신생합성은 CAD, DHODH, UMPS의 세 가지 유전자 산물에 의해 촉매된다. 이 과정의 처음 세 가지 효소는 동일한 유전자에 의해 암호화되는 카바모일 인산 합성효소 II, 아스파르트산 카바모일트랜스퍼레이스, 다이하이드로오로테이스로 삼기능성 다중 도메인 효소인 CAD를 구성한다. CAD와 유리딘 일인산 합성효소(UMPS)와 달리 다이하이드로오로트산 탈수소효소(DHODH)는 단기능성 효소이며, 미토콘드리아에 존재한다. 유리딘 일인산 합성효소는 오로트산 포스포리보실트랜스퍼레이스(OPRT)와 오로티딘 일인산 탈카복실화효소(OMPDC)로 구성된 이기능성 효소이다. CAD와 유리딘 일인산 합성효소는 미토콘드리아 주변 세포질에 존재한다. 균류에는 비슷한 단백질이 존재하지만 다이하이드로오로테이스 기능이 없으며, 다른 단백질이 두 번째 단계를 촉매한다.
다른 생물(세균, 고균 및 다른 진핵생물)에서는 처음 세 단계는 세 개의 각각 다른 효소들에 의해 촉매된다.

### 피리미딘 뉴클레오타이드 생합성의 조절
동물에서 음성 피드백 조절을 통해, 최종 생성물인 유리딘 삼인산(UTP) 및 유리딘 이인산(UDP)은 CAD가 반응을 촉매하는 것을 억제한다. 반대로 포스포리보실 피로인산(PRPP)과 아데노신 삼인산(ATP)은 효소의 활성을 증가시키는 양성 효과인자로 작용한다.

## 피리미딘의 분해
피리미딘은 궁극적으로 CO2, H2O, 요소로 분해된다. 사이토신은 유라실로 분해될 수 있는데, 유라실은 3-유레이도프로피온산으로 분해될 수 있고, 그 다음에 β-유레이도프로피오네이스에 의해 β-알라닌, CO2, 암모니아로 분해될 수 있다. 티민은 β-아미노아이소뷰티르산으로 분해되며, 그 다음에 시트르산 회로로 이어지는 대사 중간생성물로 더 분해될 수 있다.
β-아미노아이소뷰티르산은 DNA 전환 속도를 나타내는 대략적인 지표 역할을 한다.

## 약물요법
피리미딘 대사를 약리학적으로 조절하는 것은 치료적 용도로 이용된다.
피리미딘 합성 저해제는 다발성 경화증 뿐만 아니라 중증 류머티스 관절염 및 건선성 관절염에도 사용된다. 피리미딘 합성 저해제의 예로는 레플루노마이드 및 테리플루노마이드가 있다.

## 같이 보기
- 퓨린 대사